# Maverick Records
Maverick Records var ett amerikanskt skivbolag som ägdes av Warner Music Group och distribuerades genom Warner Bros. Records.
Maverick Records grundades av 1992 av Madonna, Frederick DeMann och Veronica "Ronnie" Dashev. Namnet på skivbolaget bildades av de första bokstäverna i Madonna's namn (MAdonna VEronica) och från en del av namnet på hennes dåvarande manager (FredeRICK DeMann).

## Lista över artister som var signerade på skivbolaget
- Alanis Morissette
- Clear Static
- Deftones
- Family Force 5
- The Finalist
- Jack's Mannequin
- John-Mark
- Lillix
- Mest
- Michelle Branch
- Mozella
- Muse
- Oakenfold
- On the Record
- The Prodigy
- Story of the Year
- Stutterfly
- Tantric
- Team Sleep
- Tyler Hilton
- The Wreckers